# 瓦勒度派教堂 (米兰)

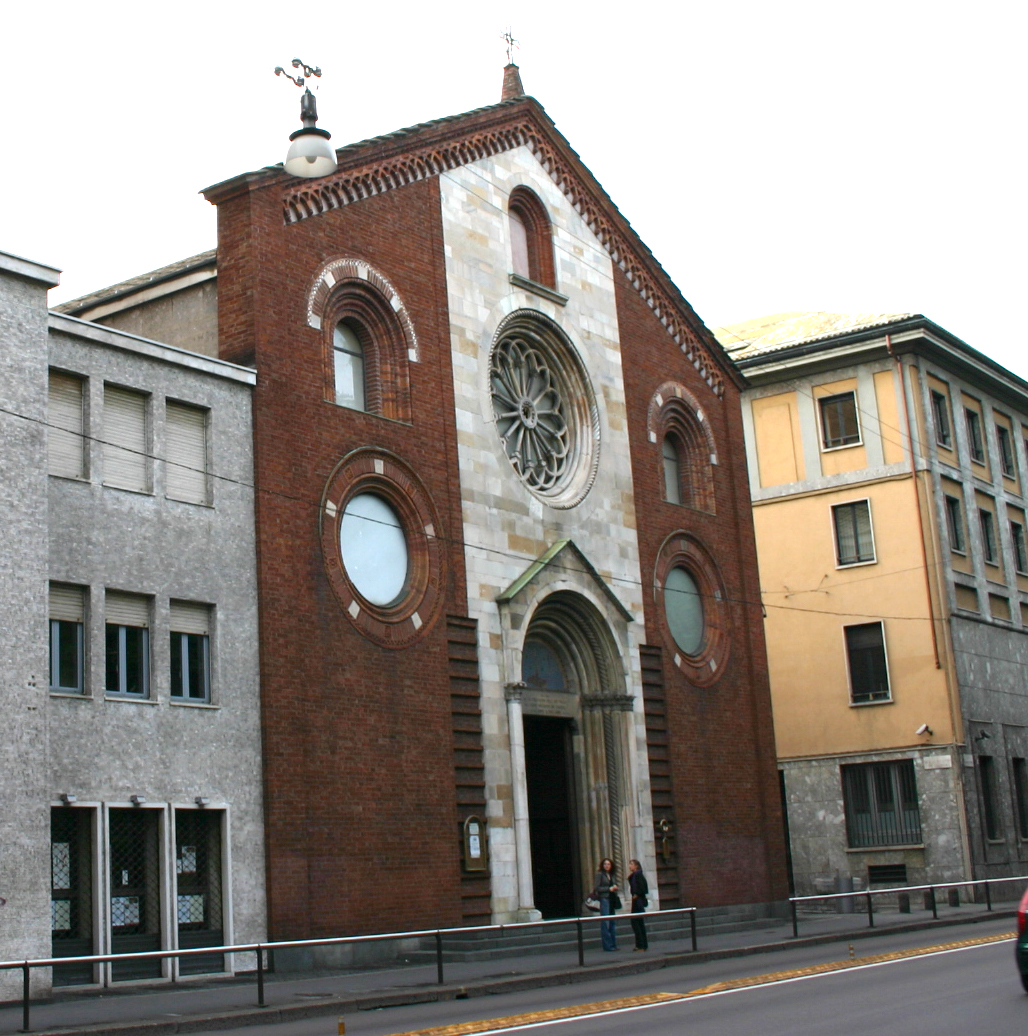
立面

瓦勒度派教堂（Tempio Valdese）是意大利米兰的一座教堂，属于瓦勒度派，位于弗朗切斯科·斯福尔扎街，靠近米兰大学。

## 历史
这座教堂建于1950年，立面为哥特式，面临弗朗切斯科·斯福尔扎街，位于圣若望教堂（chiesa di San Giovanni in Conca）原址。
瓦勒度派并未拆除旧教堂，而是将其“应用”到新教堂中。走道只有沿着右侧（圣若望街）的大窗和唱诗班席的管风琴，后部有十字架和讲道坛。